# 大衛·斯塔勒
大衛·斯塔勒（英語：David Stahel，1975年生於紐西蘭威靈頓）是一位歷史學家、作家及新南威爾斯大學歷史系資深講師，專門研究第二次世界大戰德國軍事歷史。斯塔勒撰寫了多本關於東線戰場前六個月軍事行動的著作，題材包括巴巴羅薩行動、基輔戰役和莫斯科戰役。

## 教育與職業生涯
斯塔勒在莫納什大學和波士頓學院取得榮譽學位，擁有倫敦國王學院的戰爭研究碩士學位，並於2007年在柏林洪堡大學獲得博士學位，2012年加入新南威爾斯大學坎培拉分校。

## 納粹德國軍事史
斯塔勒撰寫了多本關於東線戰場的戰役著作，題材包括巴巴羅薩行動、基輔戰役和莫斯科戰役；所有書籍均由劍橋大學出版社出版。歷史學家理查德·埃文斯在為《新共和》評論斯塔勒的《基輔1941：希特勒東方霸權之戰》一書時指出：「基輔會戰的故事已經被講述過很多次，但很少像大衛·斯塔勒的書那般詳細」，同時「以堪稱模範文筆清楚描述了極其複雜的軍事行動」，另外還寫道：
與傳統軍事歷史學家不同，斯塔勒對戰役的背景有著更為豐富的敘述，從希特勒對戰爭的總體目標到物流對結果的重要性；從德國領導人無論是出於軍事還是政治目的的種族主義殺戮和冷血的務實主義，將許多蘇聯平民餓死和許多猶太居民致於恐怖的死亡，到戰後歷史學家和退役將軍們對希特勒戰略的爭論。
埃文斯讚揚斯塔勒在不走著傳統軍事歷史學家經常流於「偉大的將領」和「決定性戰役」的正面和簡單描述，而是令人信服地探討納粹宣傳機關廣泛宣傳「基輔大捷」、將其定為決定性戰役的同時，德國戰爭機器的根基已開始走向崩潰，儘管這一觀點並非其所原創。

## 著作

### 圖書
- David Stahel. . Cambridge: Cambridge University Press. 2009. ISBN 978-0521768474 （英语）.
- David Stahel. . Cambridge: Cambridge University Press. 2012. ISBN 978-1107014596 （英语）.
- David Stahel, Alex J. Kay, Jeff Rutherford. . Rochester, NY: University of Rochester Press. 2012. ISBN 978-1580464079 （英语）.
- David Stahel. . Cambridge: Cambridge University Press. 2013. ISBN 978-1107035126 （英语）.
- David Stahel. . Cambridge: Cambridge University Press. 2015. ISBN 978-1107087606 （英语）.
- David Stahel. . Cambridge: Cambridge University Press. 2017. ISBN 978-1108225281 （英语）.
- David Stahel, Alex J. Kay. . Bloomington: Indiana University Press. 2018. ISBN 978-0253036803 （英语）.
- David Stahel. . New York: Farrar, Straus and Giroux. 2019. ISBN 978-0374249526 （英语）.
- David Stahel. . Cambridge University Press. 2023. ISBN 978-1009282819 （英语）.

### 論文
- David Stahel. . Kay, Alex J.; Rutherford, Jeff; Stahel, David  (编). . Rochester, NY: University of Rochester Press. 2012: 19–44 （英语）.

## 資料來源
1. ↑  . University of New South Wales.   [2016-11-04]. （原始内容存档于2019-04-14）.
2. ↑  .   [2024-07-30]. （原始内容存档于2015-10-27）.
3. ↑  . www.pritzkermilitary.org.   [2024-07-30]. （原始内容存档于2021-04-28）.
4. 1 2  Evans, Richard. . The New Republic. 2012  [2016-10-25]. （原始内容存档于2016-10-25）.